# Diócesis suburbicaria de Frascati
La diócesis suburbicaria de Frascati, sede suburbicaria de Frascati o diócesis de Frascati (en latín: Dioecesis Tusculana y en italiano: Diocesi suburbicaria di Frascati) es una circunscripción eclesiástica de la Iglesia católica en Italia. Se trata de una sede suburbicaria latina, sufragánea de la diócesis de Roma. Desde el 12 de septiembre de 2023 su obispo es Stefano Russo y su título cardenalicio pertenece al cardenal Tarcisio Bertone, de la Pía Sociedad de San Francisco de Sales.

## Territorio y organización

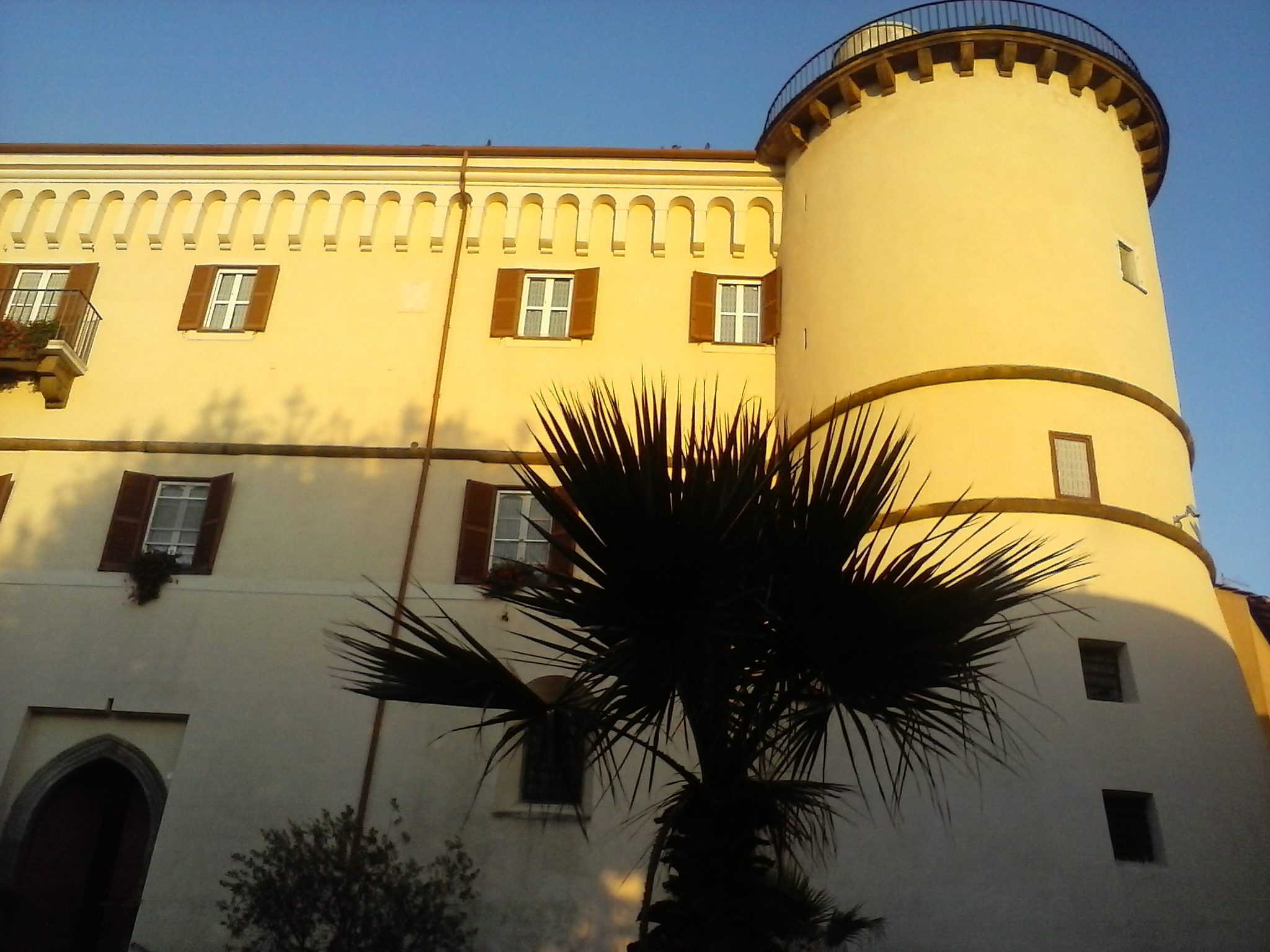
Palacio episcopal de Frascati

La diócesis tiene 220 km² y extiende su jurisdicción sobre los fieles católicos de rito latino residentes en parte de la región del Lacio comprendiendo las comunas de: Frascati, Monte Porzio Catone, Colonna, Monte Compatri, Rocca Priora, Rocca di Papa y Grottaferrata (excepto la abadía de Santa María), y parte de la periferia sudoriental de Roma, incluidos Morena, Vermicino y partes de Torrenova y Tor Vergata. Pertenece a la región eclesiástica del Lacio y está unida in persona episcopi con la diócesis suburbicaria de Velletri-Segni.
La sede de la diócesis se encuentra en la ciudad de Frascati, en donde se halla la Catedral basílica de San Pedro Apóstol (basílica menor desde el 1 de marzo de 1975 mediante el breve Venerabilis frater del papa Pablo VI).
En 2021 en la diócesis existían 24 parroquias agrupadas en 5 zonas pastorales.

## Historia
La actual diócesis de Frascati, que en las fuentes eclesiásticas siempre lleva el título de Tusculanesis, tiene su origen en la antigua diócesis de Labicum, que fue la sede original de los obispos tusculanos. Esta es la conclusión de los estudios de Louis Duchesne a finales del siglo XIX, compartida por otros autores, entre ellos Francesco Lanzoni y Paul Kehr. Según Duchesne, la sede de Labicum fue trasladada alrededor del siglo X u XI a Tusculum, ciudad fortificada por los condes tusculanos; cuando fue destruida por los romanos en 1191, el obispado se trasladó a Frascati.
La tradición y los estudios eruditos del pasado han planteado la hipótesis de la existencia de dos sedes distintas, Labico y Tusculum, cada una con su propia serie de obispos; en realidad, según Duchesne, Tusculum nunca tuvo obispos distintos de los de Labicum; los obispos atribuidos a Tusculum durante el primer milenio o no tienen fundamento histórico, o fueron obispos del propio Labicum, o fueron obispos de sedes episcopales que, por cierta homonimia o transmisión textual errónea, fueron identificados como obispos tusculanos.
Dada su proximidad a Roma, la campiña tusculana, de la que también formaba parte Labicum, atravesada por las vías Labicana y Latina, debió recibir la fe cristiana muy temprano, quizás ya en la época apostólica. «Los dos grandes cementerios catacumbas de San Zotico en la milla 10 de Labicana y el de Santa Faustina en la milla 10 de la Latina son la primera documentación de cómo la nueva religión ya había encontrado adeptos en el siglo IV. De estas catacumbas conocemos la organización de la Iglesia Tusculana, establecida bajo el gobierno del emperador Diocleciano (284-305) por los santos mártires Zotico, Giacinto, Cástulo, Ireneo, Amanzio y Faustina, con sus sacerdotes, diáconos exorcistas y lectores.»
Cuando los obispos de Labicum se trasladaron a Tusculum, continuaron manteniendo durante un tiempo el nombre de "obispos de Labicum", hasta finales del siglo XI, cuando se encuentran ambos títulos. Juan III de Labicum está indicado como obispo Tusculanensis con motivo de la consagración de la iglesia de Montecassino (1071), pero en algunas bulas papales como obispo de Labicum; Bovo, que según el relato del Liber Pontificalis, estuvo entre los consagradores del papa Pascual II en el mes de agosto de 1099, es calificado por la misma fuente como "obispo labicano"; finalmente Giovanni Marsicanus, quien siempre está documentado por las fuentes como obispo de Tusculum, todavía está indicado como obispo labicano en el Liber Pontificalis. Según Duchesne, esta es también la última vez que aparece el título de "obispos labicanos", a partir de este momento definitivamente sustituido por el de "obispos tusculanos".
Cuando la ciudad de Tusculum fue destruida por los romanos (1191), la sede de Tusculum permaneció sin obispo durante algunos años hasta el nombramiento de Nicola de Romanis, hacia diciembre de 1204. En 1219 el papa Honorio III concedió al obispo Nicola Chiaromonte la iglesia de Santa María en Monasterio como residencia romana de los obispos de Tusculum. No está claro cuándo Frascati se convirtió realmente en la sede de la diócesis. El topónimo Frascata se menciona por primera vez en el Liber Pontificalis de la biografía del papa León IV (847-855), donde se hace mención de la basílica de San Sebastián, que corresponde a la actual iglesia de San Roque. El acto oficial de transferencia del obispado se remonta recién al siglo XVI, con el papa Paulo III, que había sido obispo de Tusculum (1519-1523), y que en 1537 designó Frascati como residencia episcopal y eligió la antigua iglesia catedral de Santa María en Vivario; esta decisión fue confirmada por el papa Sixto V el 15 de mayo de 1586 con la bula Dudum felicis. En 1598 se colocó la primera piedra para la construcción de una nueva catedral dedicada a san Pedro, abierta al culto en 1610, pero consagrada recién en la época del cardenal Alderano Cybo-Malaspina (1680-1683).
Hubo más de 130 cardenales "obispos tusculanos"; de ellos, 3 se convirtieron en papas mientras ocupaban la sede de Frascati: Juan XXI en 1276, Clemente XII en 1730 y Pío VIII en 1826. Entre los obispos de Tusculum estuvieron: el erudito Jacques de Vitry (1228-1240), que predicó contra los albigenses; Pedro de Lisboa (1273-1276), primer médico del papa Gregorio IX y posteriormente elegido papa con el nombre de Juan XXI; Berengario de Frédol (1309-1323), que colaboró en el "Liber Sextus Decretalium" del papa Bonifacio VIII; Baldassare Cossa (1419), exantipapa Juan XXIII, tras su sumisión al papa Martín V; Giuliano Cesarini (1444); Basilio Bessarione (1449-1468), que eligió a los santos apóstoles Felipe y Santiago como patrones de la diócesis; Alessandro Farnese padre (1519-1523) y Giovanni Pietro Carafa (1550-1553), quienes tras ser trasladados a las sedes suburbicarias de Palestrina y Porto y Santa Rufina, fueron elegidos papas; Juan Antonio Serbelloni (1583-1587); Tolomeo Galio (1591-1600), a quien correspondió la celebración del primer sínodo diocesano en cumplimiento de las decisiones del Concilio de Trento; Giulio Cesare Sacchetti (1652-1655), que fundó el seminario diocesano; Henry Benedict Stuart (1761-1803), duque de York, hijo de Jacobo III, que dejó su rica colección de libros a la biblioteca del seminario, y que hoy constituye la «biblioteca diocesana eboracense»; Bartolomé Pacca (1818-1821); Ludovico Micara (1837-1844), originario de Frascati, que dio nueva vida al seminario episcopal; Jean-Baptiste-François Pitra (1879-1884); Francesco Satolli (1903-1910), durante muchos años primer delegado apostólico en Washington; Francesco Marchetti Selvaggiani (1936-1951), que fue durante muchos años cardenal vicario de Roma.
Con la reforma de las sedes suburbicarias deseada por el papa Juan XXIII el 11 de abril de 1962 mediante el motu proprio Suburbicariis sedibus, los cardenales de Frascati quedaron sólo con el título de sede suburbicaria, mientras que el gobierno pastoral de la diócesis fue confiado a un obispo residencial pleno iure. Esta disposición entró en vigor con el nombramiento, el 23 de mayo de 1962, de Luigi Liverzani, primer obispo no cardenal de Frascati.
Desde el 12 de septiembre de 2023 está unida in persona episcopi a los obispos en la sede suburbana de Velletri-Segni.

## Estadísticas
Según el Anuario Pontificio 2022 la diócesis tenía a fines de 2021 un total de 121 890 fieles bautizados.
| Año                                                                             | Población            | Población | Población      | Sacerdotes | Sacerdotes    | Sacerdotes    | Bautizados por sacerdote | Diáconos permanentes | Religiosos | Religiosos | Parroquias |
| Año                                                                             | Bautizados católicos | Total     | % de católicos | Total      | Clero secular | Clero regular | Bautizados por sacerdote | Diáconos permanentes | Varones    | Mujeres    | Parroquias |
| ------------------------------------------------------------------------------- | -------------------- | --------- | -------------- | ---------- | ------------- | ------------- | ------------------------ | -------------------- | ---------- | ---------- | ---------- |
| 1950                                                                            | 41 800               | 42 230    | 99.0           | 32         | 29            | 3             | 1306                     |                      | 138        | 410        | 15         |
| 1970                                                                            | 74 660               | 75 000    | 99.5           | 185        | 50            | 135           | 403                      |                      | 209        | 854        | 16         |
| 1980                                                                            | 89 504               | 90 843    | 98.5           | 200        | 40            | 160           | 447                      |                      | 272        | 1012       | 19         |
| 1990                                                                            | 97 200               | 97 850    | 99.3           | 160        | 45            | 115           | 607                      | 3                    | 236        | 614        | 20         |
| 1999                                                                            | 115 400              | 119 000   | 97.0           | 216        | 64            | 152           | 534                      | 5                    | 306        | 598        | 22         |
| 2000                                                                            | 116 000              | 120 000   | 96.7           | 218        | 68            | 150           | 532                      | 4                    | 316        | 592        | 23         |
| 2001                                                                            | 116 800              | 121 000   | 96.5           | 186        | 53            | 133           | 627                      | 9                    | 208        | 547        | 23         |
| 2002                                                                            | 116 000              | 121 000   | 95.9           | 191        | 59            | 132           | 607                      | 10                   | 207        | 541        | 23         |
| 2003                                                                            | 116 000              | 121 000   | 95.9           | 191        | 59            | 132           | 607                      | 4                    | 148        | 541        | 23         |
| 2004                                                                            | 116 000              | 121 000   | 95.9           | 174        | 42            | 132           | 666                      | 4                    | 186        | 541        | 23         |
| 2006                                                                            | 116 200              | 121 500   | 95.6           | 162        | 30            | 132           | 717                      | 3                    | 188        | 547        | 23         |
| 2007                                                                            | 118 000              | 122 000   | 96.7           | 162        | 30            | 132           | 728                      | 1                    | 188        | 542        | 23         |
| 2013                                                                            | 117 700              | 124 500   | 94.5           | 47         | 27            | 20            | 2504                     | 2                    | 62         | 438        | 24         |
| 2016                                                                            | 117 685              | 140 000   | 84.1           | 50         | 28            | 22            | 2353                     | 3                    | 71         | 393        | 24         |
| 2019                                                                            | 120 850              | 164 755   | 73.4           | 83         | 26            | 57            | 1456                     | 3                    | 113        | 421        | 24         |
| 2021                                                                            | 121 890              | 123 940   | 98.3           | 81         | 24            | 57            | 1504                     | 3                    | 111        | 411        | 24         |
| Fuente: Catholic-Hierarchy, que a su vez toma los datos del Anuario Pontificio. |                      |           |                |            |               |               |                          |                      |            |            |            |

## Episcopologio

### Obispos de Labicum
- Zotico † (mencionado en 313)
- Fortunato † (siglo V|/VII)
- Luminoso? † (mencionado en 649)
- Pietro I † (mencionado en 761)
- Lunisso † (antes de febrero de 964-después de 967/968)
- Giovanni I † (mencionado en 978)
- Benedetto † (mencionado en 998/999)
- Domenico † (antes de 1024-después de 1036)
- Giovanni II † (mencionado en 1044)
- Pietro II † (antes de 1057-después de 1062)
- Giovanni III † (antes de mayo de 1065[nota 4]-después del 12 de agosto de 1073?[nota 5])
- Giovanni Minuzzo † (antes del 27 de noviembre de 1073-después de abril de 1094)[14]
- Bovo † (mencionado en agosto de 1099)[15]
- Giovanni Marsicanus † (antes de octubre de 1100-circa septiembre/octubre de 1119 falleció)[16]

### Obispos y cardenales obispos tuscolanos
- Giovanni Marsicanus † (antes de octubre de 1100-circa septiembre/octubre de 1119 falleció)[17]
- Divizzo[nota 6] † (?-después del 16 de mayo de 1122[18] falleció)
- Gilles de Paris, O.S.B.Clun. † (antes del 6 de abril de 1123-febrero de 1130 depuesto)[18]
- Gilles de Paris, O.S.B.Clun. † (1138-después de marzo de 1139 falleció) (por segunda vez)[18]
- Ugo di San Vittore, C.R.S.A.? † (diciembre de 1139-11 de febrero de 1140 o 1141 falleció)
- Imar (o Icmar), O.S.B.Clun. † (antes del 19 de abril[18] de 1142-1159 depuesto) 
  - Teobaldo † (?1162-fines de octubre de 1162) (pseudocardenal del antipapa Víctor IV-falleció)
- Ugo Pierleoni, C.R.S.V. † (1164-30 de abril de 1167 falleció)
- Oddone d'Ourscamp, O.Cist. † (1170-antes del 21 de febrero de 1172 falleció)
- Pietro da Pavia, O.S.B. † (diciembre de 1178-1189 falleció)
  - Sede vacante
- Nicola de Romanis † (diciembre de 1204-antes de 1219 falleció)[19]
- Niccolò Chiaramonte (o Chiaramonti), O.Cist. † (6 de enero de 1219-25 de septiembre de 1227 falleció)[20]
- Jacques de Vitry, C.R.S.A. † (diciembre de 1228-1 de mayo de 1240 falleció)
- Eudes de Châteauroux, O.Cist. † (28 de mayo de 1244-25 de enero de 1273 falleció)
- João Pedro Julião † (3 de junio de 1273-8 de septiembre de 1276 electo papa con el nombre de Juan XXI)
- Ordoño Álvarez † (12 de marzo de 1278-21 de diciembre de 1285 falleció)
- Giovanni Boccamazza † (22 de diciembre de 1285-10 de agosto de 1309 falleció)
- Bérenger Fredoli † (diciembre de 1309-11 de junio de 1323 falleció)
- Bertrand Augier de la Tour, O.F.M. † (1323-1332 o 1333 falleció)
- Annibaldo Caetani dei conti di Ceccano † (1333-17 de julio de 1350 falleció)
- Guillaume Court, O.Cist. † (18 de diciembre de 1350-12 de junio de 1361 falleció)
- Niccolò Capocci † (1361-26 de julio de 1368 falleció)
- Gilles Aycelen Montaigut † (1368-5 de diciembre de 1378 falleció)
- Tommaso da Frignano, O.Min. † (1378 o 30 de mayo de 1380-19 de noviembre de 1381 falleció)
  - Jean Rolland † (después del 12 de julio de 1385-17 de diciembre de 1388 falleció), pseudocardenal del antipapa Clemente VII
  - Jean de La Grange, O.S.B. † (después del 17 de diciembre de 1388-25 de abril de 1402), obediencia aviñonesa
- Guillaume de Chanac, O.S.B. † (21 de noviembre de 1383-30 de diciembre de 1383 falleció)
- Pileo da Prata † (10 de noviembre de 1385-23 de diciembre de 1388 depuesto)
  - Sede vacante (1388-1391)
- Pileo da Prata † (13 de febrero de 1391-diciembre de 1401 falleció) (por segunda vez)
- Enrico Minutolo † (1401-2 de julio de 1409 nombrado obispo de Sabina)
  - Pierre Girard † (13 de junio de 1405-21 de octubre de 1408 depuesto) (antiobispo)
  - Pierre Girard † (1410-9 de noviembre de 1415 falleció) (antiobispo, por segunda vez)
- Angelo Correr † (1415-18 de octubre de 1417 falleció)
- Baldassare Cossa † (23 de junio de 1419-22 de noviembre de 1419 falleció)
  - Antonio Panciera † (13 de agosto de 1420-13 de marzo de 1431 nombrado obispo) (administrador apostólico)
- Antonio Panciera † (13 de marzo de 1431-3 de julio de 1431 falleció)
- Hugues Lancelot de Lusignan † (27 de junio de 1436-5 de agosto de 1442 falleció)
- Luis de Luxemburgo † (1442-18 de septiembre de 1443 falleció)
- Giuliano Cesarini † (7 de marzo de 1444-10 de noviembre de 1444 falleció)
- Basilio Besarión † (23 de abril de 1449-14 de octubre de 1468 nombrado obispo de Sabina)
- Latino Orsini † (14 de octubre de 1468-11 de agosto de 1477 falleció)
- Giacomo Ammannati Piccolomini † (17 de agosto de 1477-10 de septiembre de 1479 falleció)
- Giovanni Battista Zeno † (8 de octubre de 1479-8 de mayo de 1501 falleció)
- Jorge da Costa † (14 de mayo de 1501-10 de abril de 1503 nombrado obispo de Porto y Santa Rufina)
- Antonio Pallavicini Gentili † (10 de abril de 1503-22 de diciembre de 1503 nombrado obispo de Palestrina)
- Giovanni Antonio Sangiorgio † (23 de diciembre de 1503-17 de septiembre de 1507 nombrado obispo de Palestrina)
- Bernardino López de Carvajal y Sande † (17 de septiembre de 1507-22 de septiembre de 1508 nombrado obispo de Palestrina)
- Guillaume Briçonnet † (22 de septiembre de 1508-3 de junio de 1509 nombrado obispo de Palestrina)
- Domenico Grimani † (3 de junio de 1509-20 de enero de 1511 nombrado obispo de Porto y Santa Rufina)
- Philippe de Luxembourg † (20 de enero de 1511-2 de junio de 1519 falleció)
- Alessandro Farnese † (15 de junio de 1519-9 de diciembre de 1523 nombrado obispo de Palestrina, luego electo papa con el nombre de Paulo III)
- Antonio Maria Ciocchi del Monte? † (9 de diciembre de 1523-18 de diciembre de 1523 nombrado obispo de Palestrina)[nota 7]
- François Guillaume de Castelnau-Clermont-Ludève † (18 de diciembre de 1523-2 de marzo de 1541 falleció)
- Marino Grimani † (13 de marzo de 1541-24 de septiembre de 1543 nombrado obispo de Porto y Santa Rufina)
- Philippe de la Chambre, O.S.B. † (24 de septiembre de 1543-21 de febrero de 1550 falleció)
- Gian Pietro Carafa † (28 de febrero de 1550-29 de noviembre de 1553 nombrado obispo de Porto y Santa Rufina, luego electo papa con el nombre de Paulo IV)
- Jean du Bellay † (29 de noviembre de 1553-11 de diciembre de 1553 nombrado obispo de Porto y Santa Rufina)
- Rodolfo Pio † (11 de diciembre de 1553-29 de mayo de 1555 nombrado obispo de Porto y Santa Rufina)
- Juan Álvarez y Alva de Toledo, O.P. † (29 de mayo de 1555-15 de septiembre de 1557 falleció)
- Francesco Pisani † (20 de septiembre de 1557-18 de mayo de 1562 nombrado obispo de Porto y Santa Rufina)
- Federico Cesi † (18 de mayo de 1562-12 de mayo de 1564 nombrado obispo de Porto y Santa Rufina)
- Giovanni Girolamo Morone † (12 de mayo de 1564-7 de febrero de 1565 nombrado obispo de Porto y Santa Rufina)
- Alessandro Farnese † (7 de febrero de 1565-9 de julio de 1578 nombrado obispo de Porto y Santa Rufina)
- Giacomo Savelli † (9 de julio de 1578-9 de marzo de 1583 nombrado obispo de Porto y Santa Rufina)
- Giovanni Antonio Serbelloni † (9 de marzo de 1583-11 de diciembre de 1587 nombrado obispo de Porto y Santa Rufina)
- Alfonso Gesualdo † (11 de diciembre de 1587-2 de marzo de 1589 nombrado obispo de Porto y Santa Rufina)
- Innico d'Avalos d'Aragona, O.S.Iacobi † (2 de marzo de 1589-20 de marzo de 1591 nombrado obispo de Porto y Santa Rufina)
- Tolomeo Gallio † (20 de marzo de 1591-21 de febrero de 1600 nombrado obispo de Porto y Santa Rufina)
- Ludovico Madruzzo † (21 de febrero de 1600-20 de abril de 1600 falleció)
- Girolamo Simoncelli † (24 de abril de 1600-16 de junio de 1603 nombrado obispo de Porto y Santa Rufina)
- Domenico Pinelli † (16 de junio de 1603-1 de junio de 1605 nombrado obispo de Porto y Santa Rufina)
- Antonio Maria Galli † (1 de junio de 1605-28 de mayo de 1608 nombrado obispo de Palestrina)
- Mariano Pierbenedetti † (28 de mayo de 1608-21 de enero de 1611 falleció)
- Giovanni Evangelista Pallotta † (24 de enero de 1611-6 de abril de 1620 nombrado obispo de Porto y Santa Rufina)
- Francesco Sforza † (6 de abril de 1620-27 de septiembre de 1623 nombrado obispo de Porto y Santa Rufina)
- Odoardo Farnese † (27 de septiembre de 1623-21 de febrero de 1626 falleció)
- Giovanni Battista Deti † (2 de marzo de 1626-7 de septiembre de 1626 nombrado obispo de Porto y Santa Rufina)
- Bonifazio Bevilacqua Aldobrandini † (7 de septiembre de 1626-7 de abril de 1627 falleció)
- Andrea Baroni Peretti Montalto † (14 de abril de 1627-3 de agosto de 1629 falleció)
- Giovanni Garzia Millini † (20 de agosto de 1629-2 de octubre de 1629 falleció)
- Marcello Lante † (8 de octubre de 1629-28 de marzo de 1639 nombrado obispo de Porto y Santa Rufina)
- Giulio Savelli † (28 de marzo de 1639-9 de julio de 1644 falleció)
- Giulio Roma † (13 de julio de 1644-23 de octubre de 1645 nombrado obispo de Porto y Santa Rufina)
- Carlo de' Medici † (23 de octubre de 1645-29 de abril de 1652 nombrado obispo de Porto y Santa Rufina)
- Bernardino Spada † (29 de abril de 1652-23 de septiembre de 1652 nombrado obispo de Sabina)
- Giulio Cesare Sacchetti † (23 de septiembre de 1652-11 de octubre de 1655 nombrado obispo de Sabina)
- Antonio Barberini, O.S.Io.Hier. † (11 de octubre de 1655-21 de noviembre de 1661 nombrado obispo de Palestrina)
- Girolamo Colonna † (21 de noviembre de 1661-4 de septiembre de 1666 falleció)
- Giovanni Battista Maria Pallotta † (11 de octubre de 1666-22 de enero de 1668 falleció)
- Francesco Maria Brancaccio † (30 de enero de 1668-18 de marzo de 1671 nombrado obispo de Porto y Santa Rufina)
- Ulderico Carpegna † (18 de marzo de 1671-28 de enero de 1675 nombrado obispo de Porto y Santa Rufina)
- Virginio Orsini, O.S.Io.Hier. † (28 de enero de 1675-21 de agosto de 1676 falleció)
- Carlo Rossetti † (19 de octubre de 1676-8 de enero de 1680 nombrado obispo de Porto y Santa Rufina)
- Alderano Cybo-Malaspina † (8 de enero de 1680-15 de febrero de 1683 nombrado obispo de Porto y Santa Rufina)
- Pietro Vito Ottoboni † (15 de febrero de 1683-10 de noviembre de 1687 nombrado obispo de Porto y Santa Rufina, luego electo papa con el nombre de Alejandro VIII)
- Giacomo Franzoni † (10 de noviembre de 1687-28 de septiembre de 1693 nombrado obispo de Porto y Santa Rufina)
- Niccolò Acciaioli † (28 de septiembre de 1693-5 de diciembre de 1700 nombrado obispo de Porto y Santa Rufina)
- Vincenzo Maria Orsini, O.P. † (3 de enero de 1701-18 de marzo de 1715 nombrado obispo de Porto y Santa Rufina, luego electo papa con el nombre de Benedicto XIII)
- Sebastiano Antonio Tanara † (1 de abril de 1715-3 de marzo de 1721 nombrado obispo de Ostia y Velletri)
- Francesco del Giudice (3 de marzo de 1721-12 de junio de 1724 nombrado obispo de Ostia y Velletri)
- Francesco Pignatelli, C.R. † (12 de junio de 1724-19 de noviembre de 1725 nombrado obispo de Porto y Santa Rufina)
- Lorenzo Corsini † (19 de noviembre de 1725-12 de julio de 1730 electo papa con el nombre de Clemente XII)
- Pietro Ottoboni † (24 de julio de 1730-15 de diciembre de 1734 nombrado obispo de Porto y Santa Rufina)
- Pier Marcellino Corradini † (15 de diciembre de 1734-8 de febrero de 1743 falleció)
- Giuseppe Accoramboni † (11 de marzo de 1743-21 de marzo de 1747 falleció)
- Vincenzo Bichi † (10 de abril de 1747-11 de febrero de 1750 falleció)
- Giovanni Antonio Guadagni, O.C.D. † (23 de febrero de 1750-12 de enero de 1756 nombrado obispo de Porto y Santa Rufina)
- Carlo Maria Sacripante † (12 de enero de 1756-4 de noviembre de 1758 falleció)
- Camillo Merlini Paolucci † (22 de noviembre de 1758-13 de julio de 1761 nombrado obispo de Porto y Santa Rufina)
- Enrico Benedetto Stuart duca di York † (13 de julio de 1761-26 de septiembre de 1803 nombrado obispo de Ostia y Velletri)
- Giuseppe Maria Doria Pamphilj † (26 de septiembre de 1803-26 de septiembre de 1814 nombrado obispo de Porto y Santa Rufina)
- Giulio Maria della Somaglia † (26 de septiembre de 1814-21 de diciembre de 1818 nombrado obispo de Porto y Santa Rufina)
- Bartolomeo Pacca † (21 de diciembre de 1818-13 de agosto de 1821 nombrado obispo de Porto y Santa Rufina)
- Francesco Saverio Castiglioni † (13 de agosto de 1821-31 de marzo de 1829 electo papa con el nombre de Pío VIII)
- Emmanuele De Gregorio † (18 de mayo de 1829-2 de octubre de 1837 nombrado obispo de Porto, Santa Rufina y Civitavecchia)
- Ludovico Micara, O.F.M.Cap. † (2 de octubre de 1837-17 de junio de 1844 nombrado obispo de Ostia y Velletri)
- Mario Mattei † (17 de junio de 1844-23 de junio de 1854 nombrado obispo de Porto y Santa Rufina)
- Antonio Maria Cagiano de Azevedo † (23 de junio de 1854-13 de enero de 1867 falleció)
- Niccola Clarelli Parracciani † (22 de febrero de 1867-7 de julio de 1872 falleció)
- Filippo Maria Guidi, O.P. † (29 de julio de 1872-27 de febrero de 1879 falleció)
- Jean-Baptiste-François Pitra, O.S.B. † (12 de mayo de 1879-24 de marzo de 1884 nombrado obispo de Porto y Santa Rufina)
- Edward Henry Howard of Norfolk † (24 de marzo de 1884-16 de septiembre de 1892 falleció)
- Tommaso Maria Zigliara, O.P. † (16 de enero de 1893-10 de mayo de 1893 falleció)
- Serafino Vannutelli † (12 de junio de 1893-22 de junio de 1903 nombrado obispo de Porto y Santa Rufina)
- Francesco Satolli † (22 de junio de 1903-8 de enero de 1910 falleció)
- Francesco di Paola Cassetta † (27 de noviembre de 1911-23 de marzo de 1919 falleció)
- Giulio Boschi † (3 de julio de 1919-15 de mayo de 1920 falleció)
- Giovanni Cagliero, S.D.B. † (16 de diciembre de 1920-28 de febrero de 1926 falleció)
- Michele Lega † (21 de junio de 1926-16 de diciembre de 1935 falleció)
- Francesco Marchetti Selvaggiani † (15 de junio de 1936-13 de enero de 1951 falleció)
- Federico Tedeschini † (28 de abril de 1951-2 de noviembre de 1959 falleció)
- Gaetano Cicognani † (14 de diciembre de 1959-5 de febrero de 1962 falleció)

### Cardenales obispos del título suburbicario de Frascati
- Amleto Giovanni Cicognani † (23 de mayo de 1962-17 de diciembre de 1973 falleció)
- Jean-Marie Villot † (12 de diciembre de 1974-9 de marzo de 1979 falleció)
- Paolo Bertoli † (30 de junio de 1979-8 de noviembre de 2001 falleció)
- Alfonso López Trujillo † (17 de noviembre de 2001-19 de abril de 2008 falleció)
- Tarcisio Bertone, S.D.B., desde el 10 de mayo de 2008

### Obispos de Frascati
- Luigi Liverzani † (23 de mayo de 1962-11 de noviembre de 1989 retirado)
- Giuseppe Matarrese † (11 de noviembre de 1989-2 de julio de 2009 retirado)
- Raffaello Martinelli (2 de julio de 2009-12 de septiembre de 2023 retirado)
- Stefano Russo, desde el 12 de septiembre de 2023